# The Bulletmonks
The Bulletmonks est un groupe allemand de hard rock et heavy metal, originaire d'Erlangen.

## Histoire
Formé en 2008, le groupe signe à ses débuts avec Napalm Records. La formation se compose durant les années 2010 des frères Tyler Voxx (chant et guitare), « Dangerous » Dan (guitare solo), Tim Pintkiller (basse), Shark Shooster (guitare solo) et Bristle Brush Johnson (batterie). Le groupe reçoit des critiques encourageantes pour son premier album Weapons of Mass Destruction,, sorti le 30 mars 2009.
Les Bulletmonks tournent tout au long de l'année 2010 et font la première partie de groupes tels que WASP, UFO, D-A-D et Volbeat. Ils sont la tête d'affiche du festival Welt Astra Tag de Hambourg en 2010, devant une foule estimée à 48 000 personnes. Le 20 janvier 2012, ils sortent leur deuxième album studio Royal Flush on the Titanic,. À l'hiver 2012/2013, le guitariste Shark Shooster rejoint le groupe, tandis que Tyler Voxx décide de se concentrer sur le chant. Durant l'été 2013, les Bulletmonks enregistrent leur troisième album, No More Warnings, qui sort en septembre 2014,. Au milieu de l'enregistrement, le groupe se sépare de son batteur M.Dogg, et le remplace par Bristle Brush Johnson, étudiant de la L.A. Music Academy, qui jouait avec Shark Shooster dans Nürnbergs Willie Tanner avant qu'ils ne se séparent. Le groupe effectue une longue tournée avec les nouveaux morceaux dans la seconde moitié de 2014.
Après une longue pause, le groupe annonce son retour sur son site web officiel en 2022.

## Style musical
Le style musical des Bulletmonks est décrit comme du rock et du heavy metal mélangés à du blues. La presse qualifie leur style musical de « mosh 'n' roll » et ils sont comparés à Led Zeppelin, The Answer, Airbourne et AC/DC. Andy Powell de Wishbone Ash est invité en tant que guitariste dans la chanson Under the Black Sun.

## Discographie
- 2009 : Weapons of Mass Destruction
- 2012 : Royal Flush on the Titanic
- 2014 : No More Warnings